# 普列奇斯托耶 (雅罗斯拉夫尔州)
普列奇斯托耶（羅馬化：Prechistoye）是俄罗斯雅罗斯拉夫尔州的市级镇，为该州五一区行政中心及规模最大聚居地，也是该区唯一的一座市级镇。地处雅罗斯拉夫尔州东北部，位于伏尔加河流域内乌恰（Уча）与索季（Соть）两河间，在州府雅罗斯拉夫尔东北方，北距雅罗斯拉夫尔州与沃洛格达州州界约15公里（通过公路）。
镇内设有同名铁路车站，位于丹尼洛夫－沃洛格达线上。连接首都莫斯科与北部港市阿尔汉格尔斯克的M8公路（霍尔莫戈雷公路）穿过该镇。
该地2022年人口有4,586人；2010年人口4,846；2002年人口5,092；1989年人口5,235。